# Підземне сховище газу Серрабло
Підземне сховище газу Серрабло – інфраструктурний об'єкт газової промисловості в Іспанії.
У 1980-х – 1990-х роках в іспанських Піренеях велась розробка газового родовища Серрабло. На тлі виснаження його запасів виник проект перетворення промислу на підземне сховища газу, яке почало працювати у 2001 році. Зберігання газу відбувається у пісковиках турбідітового походження, що виникли в еоцені та залягають на глибинах від 1550 метрів.
Корисна ємність сховища становить 0,68 млрд м3, крім того, воно містить 0,14 млрд м3 придатного для вилучення буферного газу (та 0,28 млрд м3 газу, що не може бути вилучений в процесі роботи сховища). Добова потужність по відбору становить 6,7 млн м3, по закачуванню – 3,8 млн м3.
Сполучення з газотранспортною системою країни забезпечує газопровід Сарагоса – Серрабло.